# AACTA Award du meilleur scénario adapté
L’AACTA Award du meilleur scénario adapté (AACTA Award for Best Adapted Screenplay) est une récompense cinématographique australienne décernée chaque année depuis 1978 par l'Australian Academy of Cinema and Television Arts, laquelle décerne également tous les autres AACTA Awards.
À l'origine appelé AFI Award du meilleur scénario adapté, l'intitulé actuel date de 2012, lorsque l'Australian Film Institute a été remplacé par l'Australian Academy of Cinema and Television Arts.

## Palmarès

### AFI Awards(de 1978 à 2010)

#### Années 2000
- 2000 : Looking for Alibrandi – Melina Marchetta, d'après le roman homonyme de Melina Marchetta
  - Chopper – Andrew Dominik, d'après les livres semi-autobiographiques de Mark Brandon "Chopper" Read
  - The Magic Pudding – Harry Cripps, Greg Haddrick et Simon Hopkinson, d'après le roman homonyme de Norman Lindsay
- 2001 : Lantana – Andrew Bovell, d'après le roman Speaking in Tongues d'Andrew Bovell
  - He Died with a Felafel in His Hand – Richard Lowenstein, d'après le roman homonyme de John Birmingham
  - Silent Partner – Daniel Keene, d'après la pièce homonyme de Charles Marowitz
  - Cercle intime (The Monkey's Mask) – Anne Kennedy, d'après le roman homonyme de Dorothy Porter
- 2002 : Australian Rules – Phillip Gwynne et Paul Goldman, d'après le roman Deadly, Unna? de Phillip Gwynne
  - Le Chemin de la liberté (Rabbit-Proof Fence) – Christine Olsen, d'après le roman Follow the Rabbit-Proof Fence de Doris Pilkington Garimara
  - Molokai: The Story of Father Damien – John Briley, d'après le roman homonyme de Hilde Eynikel
  - Swimming Upstream – Anthony Fingleton, d'après l'autobiographie d'Anthony Fingleton
- 2003 : The Rage in Placid Lake – Tony McNamara, d'après la pièce The Cafe Latte Kid de Tony McNamara
  - Blurred – Stephen Davis et Kier Shorey, d'après la pièce homonyme de Stephen Davies
  - Ned Kelly – John Michael McDonagh, d'après la vie de Ned Kelly
  - Teesh and Trude – Vanessa Lomma, d'après la pièce homonyme de Wilson McCaskill
- 2004 : non décerné
- 2005 : Three Dollars – Robert Connolly et Elliot Perlman, d'après le roman homonyme de Elliot Perlman
  - Hating Alison Ashley – Christine Madafferi, d'après le roman homonyme de Robin Klein
  - The Illustrated Family Doctor – Kriv Stenders et David Snell, d'après le roman homonyme de David Snell
  - The Widower – Lyndon Terracini, d'après les poèmes Evening Alone at Bunyah, Noonday Axeman, The Widower in the Country, Cowyard Gates et The Last Hellos de Les Murray
- 2006 : Candy – Luke Davies et Neil Armfield, d'après le roman Candy: A Novel of Love and Addiction de Luke Davies
  - Jindabyne, Australie (Jindabyne) – Beatrix Christian, d'après la nouvelle So Much Water So Close to Home de Raymond Carver
  - Last Train to Freo – Reg Cribb, d'après la pièce The Return de Reg Cribb
  - The Book of Revelation – Ana Kokkinos et Andrew Bovell, d'après le libre homonyme de Rupert Thomson
- 2007 : non décerné
- 2008 : Unfinished Sky – Peter Duncan, d'après le film De Poolse bruid de Karim Traïdia et Kees van der Hulst
  - All My Friends Are Leaving Brisbane – Stephen Vagg, d'après la pièce homonyme de Stephen Vagg
- 2009 : Balibo – David Williamson et Robert Connolly, d'après le meurtre des Balibo Five (en)
  - Beautiful Kate – Rachel Ward, d'après le roman homonyme de Newton Thornburg
  - Blessed – Andrew Bovell, Melissa Reeves, Patricia Cornelius et Christos Tsiolkas, d'après la pièce Who's Afraid of the Working Class? d'Andrew Bovell
  - Mao's Last Dancer – Jan Sardi, d'après l'autobiographie homonyme de Li Cunxin

#### Années 2010
- 2010 : Demain, quand la guerre a commencé (Tomorrow, When the War Began) – Stuart Beattie, d'après le roman homonyme de John Marsden
  - Bran Nue Dae – Reg Cribb, Rachel Perkins et Jimmy Chi, d'après la pièce homonyme de Jimmy Chi
  - The Boys Are Back – Allan Cubitt, d'après le roman homonyme de Simon Carr
  - L'Arbre (The Tree) – Julie Bertuccelli, d'après le roman Our Father Who Art in The Tree de Judy Pascoe

### AACTA Awards(depuis 2012)

#### Années 2010
- 2012 : Les Crimes de Snowtown (Snowtown) – Shaun Grant, d'après les meurtres de Snowtown (en)
  - The Eye of the Storm – Judy Morris, d'après le roman homonyme de Patrick White
  - The Hunter – Alice Addison, d'après le roman homonyme de Julia Leigh
  - Red Dog – Daniel Taplitz, d'après le roman homonyme de Louis de Bernières
- 2013 : Les Saphirs (The Sapphires) – Keith Thompson et Tony Briggs, d'après la pièce homonyme de Tony Briggs
  - Lore – Cate Shortland et Robin Mukherjee, d'après le roman The Dark Room de Rachel Seiffert
- 2014 : Gatsby le Magnifique (The Great Gatsby) – Baz Luhrmann et Craig Pearce
  - Perfect Mothers (Adoration) – Christopher Hampton
  - Dead Europe – Louise Fox
  - The Turning – Les scénaristes du film et Tim Winton